# Aeropuerto Lesce-Bled

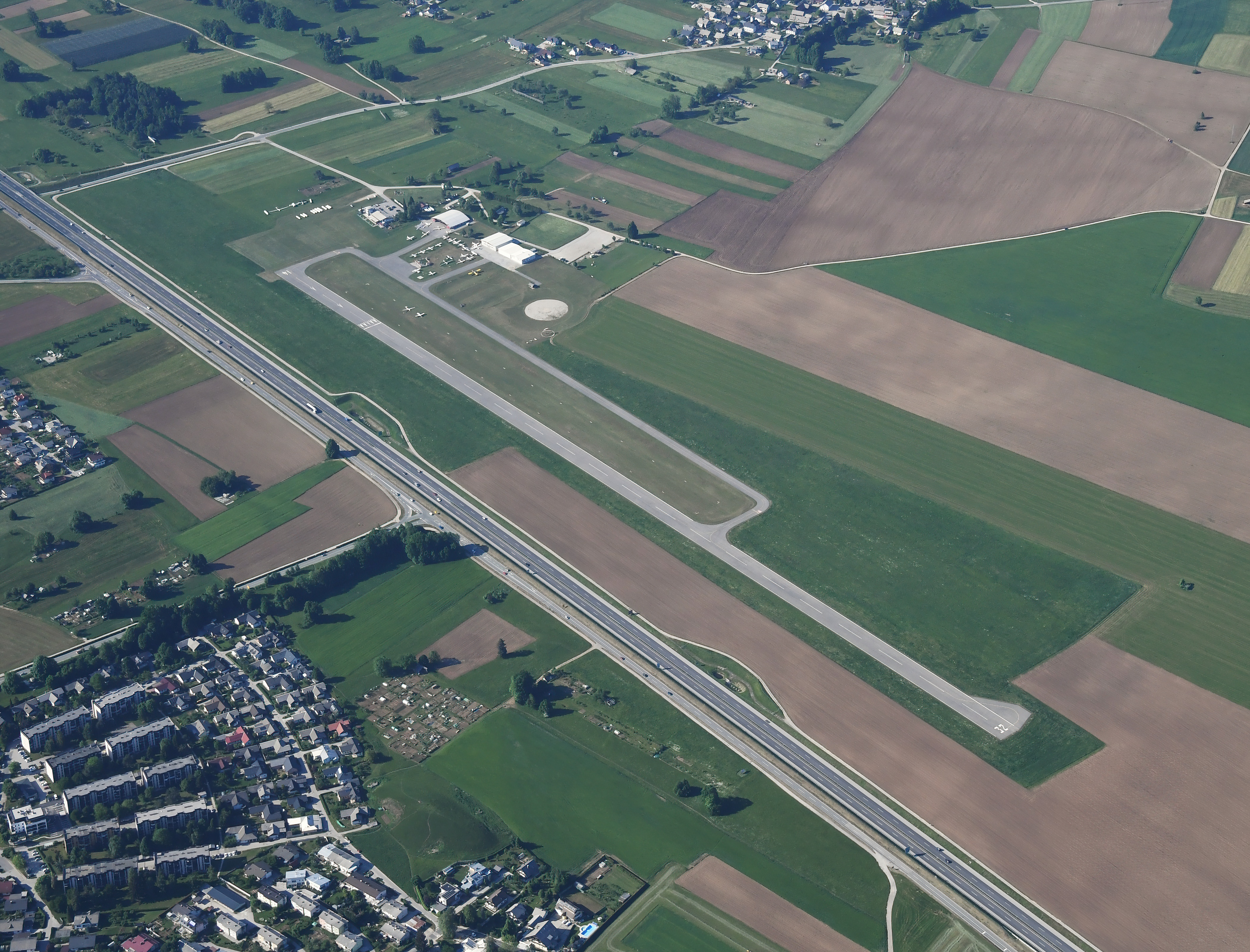
Vista aérea del aeropuerto

El Aeropuerto de Lesce-Bled (Código OACI: LJBL) (en esloveno: Letališče Lesce) está situado en Lesce, al noroeste de Eslovenia, cerca de varios aeropuertos en Eslovenia y Austria.
Operado por la municipalidad de Radovljica, se remonta a la Primera Guerra Mundial, cuando fue utilizado como aeródromo auxiliar de la Fuerza Aérea Austro-Húngara en el frente del Isonzo. El aeropuerto tiene 2 pistas en dirección 14/32: una de asfalto de 1130 metros y una de césped de 600 metros. Se utiliza para vuelos deportivos y panorámicos, aprovechando que el área de Bled es un lugar turístico popular, en gran parte debido al pintoresco lago Bled.
Para pilotos de planeadores experimentados, Lesce-Bled puede ser un punto de partida ideal para vuelos de larga distancia en dirección a Italia, Austria e incluso a Alemania, Francia y Suiza. 

## Récords mundiales
Es el único aeropuerto europeo con dos récords mundiales, conseguidos por Mihael Thaler y Boštjan Pristavec. Mihael Thaler batió el récord mundial de velocidad en la categoría FAI de 15 m cuando, el 6 de julio de 1999, voló el triángulo de 100 km con una velocidad media de 181,4 km/h.
En 2004, Boštjan Pristavec batió el récord mundial en la categoría de planeadores ultraligeros. Su velocidad media volada con el planeador esloveno Apis fue de 118,44 km/h.